# Villa Àngela
Villa Àngela és un edifici del municipi de Begues (Baix Llobregat) que forma part de l'Inventari del Patrimoni Arquitectònic de Catalunya.

## Descripció
És un habitatge voltat de jardí, estructurat en planta baixa i terrat amb barana de balustres de pedra. La façana és arrebossada, amb un sòcol de mig metre d'alçada d'aplacat de pedra. Pel que fa a les obertures, trobem una porta flanquejada per dues grans finestres, totes allindanades amb els marcs de pedra deixada a la vista. Al centre de les llindes hi trobem escuts en baix relleu. La línia del sostre està marcada per una fina motllura, més amunt encara hi trobem alguns petits orificis de ventilació. Remata l'edifici una altra cornisa motllurada, la barana balustrada i al centre, un petit frontó de línies circulars que conté un relleu amb el nom de l'habitatge, villa Àngela.